# 千羽平ゴルフクラブ
千羽平ゴルフクラブ（せんばだいらゴルフクラブ）は、富山県小矢部市にあるゴルフ場。かつては名鉄グループの運営であったが、2016年2月29日にアイランドゴルフ（現・ロックフィールドゴルフリゾート）グループ運営のゴルフ場となった。

## 概要
27ホール、パー108、10,067ヤードの規模を持つゴルフ場である。「日本海」「白山」「立山」の3ハーフに分かれており、「日本海」は長距離の上級者向けコース、「白山」は緩い起伏、「立山」は池や谷越えが存在するコースとなっている。
隣接して、ゴルフ倶楽部ゴールドウィンが存在している。
2024年1月1日 に発生した能登半島地震の影響により、5ホールでフェアウェーの隆起やグリーンの亀裂などが確認された。最も被害が大きい白山2番は、ティーグラウンドの大部分が削り取られるように崩れ、カート道も寸断した。応急的にティーグラウンド付近を迂回するカート道を設け、コースを短縮することで、同年3月30日に営業を再開した。安全なプレーに支障が無かった日本海は1月5日に、立山は3月1日にそれぞれ再開した。

## アクセス
- あいの風とやま鉄道線 石動駅からタクシーで15分[2]。
- 北陸自動車道 小矢部ICが最寄IC[2]。